# Ondřej Rychlý
Ondřej Rychlý (* 31. srpna 1992, Praha) je český herec. Jeho nejznámější rolí je Prokop Hlinka v 1.mise, Sestřičky, Modrý kód. Je synem herce, zpěváka a moderátora Petra Rychlého a herečky Pavly Rychlé. Aktuálně působí v Divadle v Dlouhé.

## Kariéra
Od mládí působil jako komparzista. Jeho prvním filmem byla pohádka O kominickém učni a dceři cukráře. Zahrál si i v seriálech Trapasy, Vyprávěj, Gympl, Ordinace v růžové zahradě a 1. mise. Daboval například v seriálech Zaklínač, Hra o trůny či Batwoman.

## Práce pro rozhlas
- 2020 – Alois Jirásek: Lucerna (Vodník Michal)[4]